# おぼん・こぼん
おぼん・こぼんは、トービックおよび漫才協会に所属する日本のお笑いコンビ。1965年コンビ結成。コンビ名の由来は、「大きいボンボン」と「小さいボンボン」。当初は「月見おぼん・こぼん」と名乗っていた。

## メンバー
おぼん（本名：井上 博一〈いのうえ ひろかず〉1949年2月2日 - ）（76歳）
主にボケ・ネタ作り担当、立ち位置は向かって右。
大阪府大阪市阿倍野区出身。現在は東京都在住。
こぼん（本名：馬場添 良一〈ばばぞえ りょういち〉1948年12月24日 - ）（76歳）
主にツッコミ担当、立ち位置は向かって左。
大阪府東大阪市出身。現在は東京都在住。

## 概要
大阪福島商業高校（現・履正社高校）の同級生。おぼんは高校生時代、硬式野球で活動していた。高校生時代に修学旅行先で急遽一緒に組んでネタを披露したのが結成のきっかけ。それまで二人は友達というわけではなかった。
1965年にコンビを結成し、学生漫才師としてデビュー当時は吉本興業のうめだ花月などに出演。上京後、鈴本演芸場や浅草演芸ホールなどで活躍。1970年から1980年にかけて赤坂コルドンブルー、日劇ミュージックホール公演などへ出演した。当時の若手としては珍しく師匠の下にはつかず、自らの手によって芸を磨いた。
1980年に日本テレビ『お笑いスター誕生!!』で10週連続勝ち抜きグランプリを受賞、これを機に赤坂コルドンブルーを引退した。自分達の後釜として当時『お笑いスター誕生!!』に挑戦中だった貴明＆憲武（後のとんねるず）にコルドンブルーへの出演を勧め、それに従ったものの貴明＆憲武は半年足らずでクビになってしまう。「漫才ブーム」時には『花王名人劇場』（関西テレビ）などに出演、ブーム終焉後は演芸番組などへ長く出演した。
近年はテレビの演芸番組や漫才協会の定席である浅草東洋館を中心とした演芸場などの出演を熟している。なお、落語協会・落語芸術協会には所属していないため、いわゆる東京の寄席（鈴本演芸場・新宿末廣亭・浅草演芸ホール・池袋演芸場）の定席へは基本的に上がることはできない。
『笑点』の演芸コーナーの常連であるが、こぼんが語るところによればある日に収録された漫才について視聴者からクレームが入り、そのあと約5年もの間は同番組に出演できなくなったという。また、おぼん曰く「昔は収録の前に、ディレクターさんにネタ見せをして、アドバイス通りに直さなければいけなかった。そのときは僕らも若くて生意気だったから、ネタ見せと全然違うネタを本番でやっちゃった（笑）。当然めちゃくちゃ怒られたけど、いい思い出ですね」と語っている。
2000年、それぞれの娘同士でコンビ「くれよん」が結成された。『笑点』では親子漫才を披露したが、こぼんの娘であるいづみが女優・タレントを目指すことやケンカによって2002年にコンビ解散。おぼんの娘・ちひろは、2004年に妹・まいが高校を卒業すると同時に姉妹漫才コンビ「りぼん」を結成、浅草東洋館などで活動していたが結婚のため2008年末に解散した。いづみは2009年現在、歌手として活動（活動名義・泉水いづみ）している。また、おぼんの妻と江藤潤の妻とは同級生だった。
正式に漫才協会としての真打ちにはなっていないが主任（トリ）を務めることが多く、弟子を取っている。また2人とも漫才協会の理事へ就いたことがあり、事実上真打ちと同格の待遇と見做されている（本来は真打ちに昇進していなければ弟子を取ることは許されず、同様の例として内海桂子などが挙げられる。漫才協会#真打ち制度も参照）。
芸歴・スキルとも大御所の域に達した近年は、若手に伍してオーディション・コンクールへ参加している。2010年にはキングオブコントに出場した（3回戦進出）。

## 芸風
漫才が中心だが、『お笑いスター誕生!!』では全てコントで挑戦した。タップダンスや人間楽器などを漫才に取り入れることもある。他にジャズナンバー、ものまねなどを披露した。
ネタはおぼんが作っている。基本的にはこぼんがツッコミでおぼんがボケだが、途中で入れ替わることも多い。
定番のネタとして、お椀と茶碗を持って交互にかざしながら『聖者の行進』のメロディに乗せて「お椀出せ〜、茶碗出せ〜」と歌うものがある。

## エピソード
- かつて2人は「ビジネスパートナー」に徹しており、高座を降りると互いに干渉せず打ち上げなどでも同席する機会はまずなかった。ベテラン漫才師にはよくあることだがその中でも極端なレベルであり、「コンビ仲が悪い」として塙宣之（ナイツ）など同業者もネタにしていた。そして舞台衣装も揃っていなかった。
  - 2019年2月に放送されたTBSテレビ『水曜日のダウンタウン』では、ナイツ仕切りの下でおぼんが仕掛け人となってこぼんに解散ドッキリを実行したところ本気の言い合いとなってしまい、ドッキリのターゲットであるはずのこぼんの口から先に「解散」という言葉が飛び出すなど、本気で受け入れる寸前まで放送された。同年9月放送の同番組で「おぼん・こぼん仲直り大作戦」として2人に催眠術をかけて仲直りさせることを試みる様子が放送された[4]が失敗に終わった。
  - この件がきっかけでテレビ出演が増えるなど再ブレイクを果たしており、当人たちも漫才のツカミで「まだ仲直りはしていませんが…」ないしは「（皮肉な意味で）仲のいいコンビです」と使っていた。
  - 2021年10月放送の同番組で、こぼんの娘・いづみの結婚式におぼんが参列。一時は険悪なムードが漂ったものの式の最後には「もういっぺんやり直そう」と握手を交わし、正式な和解へと至った[5]。
- 前述のように当初「月見おぼん・こぼん」と名乗っていたのは、NHK漫才コンクールに出場する際にNHKの人から「漫才師なら屋号が無いとおかしい」と言われてのことだったという[1]。
- 山田康雄とは『お笑いスター誕生!!』で共演していた縁から交友を深めており、その縁で『ルパン三世』の映画『ルパン三世 バビロンの黄金伝説』にも声優として出演していた。山田は「僕にはザイカイに親友がいるんですよ。まぁ、ザイカイといっても漫才界ですけどね」と紹介していたそうである。特に家族ぐるみで付き合っていたおぼんは、山田自身の追悼本である『ルパン三世よ永遠に-山田康雄メモリアル-』にも親友としてロングインタビューに登場している。
- とんねるずは若手の頃、目標とする芸人におぼん・こぼんの名を挙げていた。
- 2022年3月、所属事務所はこぼんが国指定の特定疾患（難病）である全身性アミロイドーシスに罹患し、5年から10年の余命宣告を受けていることを公表した。約3年前から罹患しているが、薬の効果などもあって元気に過ごしており、激しい運動や仕事の掛け持ちは医師から禁止されているものの、体調面に留意しながら仕事も通常通り続けていくとしている[6][7]。こぼんは以前は漫才協会の芸人にタップダンスを指導していたこともあったが、心臓に負担がかかるため、罹患してからは別の講師を紹介し指導を行っていない。また、こぼんは60代中盤に前立腺がん、肺がんも患ったことも明らかにしている[8]。

## 受賞歴
- NHK漫才コンクール 1969年 / 第17回 努力賞
- NHK漫才コンクール 1972年 / 第20回 敢闘賞
- 放送演芸大賞 1975年 / 第3回 ホープ賞
- 日本テレビ『お笑いスター誕生!!』1980年 / 10週勝ち抜きグランプリ

## 出演

### バラエティ
- THE MANZAI（フジテレビ）
- 初詣!爆笑ヒットパレード（フジテレビ）
- 新春かくし芸大会（フジテレビ）
- メイコとあなたの税ミナール（フジテレビ）
- 笑いがいちばん（NHK総合）
- ものまね王座決定戦（フジテレビ）
- 笑点（日本テレビ）
- ザ・テレビ演芸（テレビ朝日）
- 名湯・秘湯日本の温泉ベスト101（フジテレビ）
- スターどっきり㊙︎報告（フジテレビ）※おぼんのみ
- クイズ!脳ベルSHOW (フジテレビ)
- 水曜日のダウンタウン（2019年2月27日・7月3日、2021年9月29日・10月6日 TBS）
- お笑いアカデミー賞（2021年12月25日 TBS）
- 全力!脱力タイムズ (2023年2月24日 フジテレビ)

### テレビドラマ
- 国盗り物語（大河ドラマ、NHK）※現存する総集編に出演
- おしん（連続テレビ小説、NHK）
- われら動物家族（TBSテレビ）
- うっかり夫人・ちゃっかり夫人（月曜ドラマランド、フジテレビ）
- さよならを教えて（毎日放送）
- 特急「白鳥」十四時間（土曜ワイド劇場、テレビ朝日）
- 西田敏行の泣いてたまるか 第8話「父ちゃんはタクシードライバー」（1986年、TBS）
- はぐれ刑事純情派（第1シリーズ・第12話、テレビ朝日）※おぼんのみ
- 名古屋嫁入り物語（東海テレビ）
- 夫婦善哉（1990年、迎春ドラマスペシャル、関西テレビ）
- 月影兵庫あばれ旅 第2シリーズ 第4話「弱い女が一番怖い」（1990年、テレビ東京） - 駕籠舁 雲州・山州
- 孤独のグルメ Season2 第1話 （2012年10月10日、テレビ東京）- 不審客1、2 役
- 相棒 season21 第6話「笑う死体」（2022年、テレビ朝日） - 水沢・今野（お笑いコンビ）

### 映画
- これが青春だ!（1966年、東宝） - 太田高校ラグビー部員 ※井上博之・馬場添良一名義
- ダマガール（2023年）[9]
- 漫才協会 THE MOVIE 舞台の上の懲りない面々（2024年3月1日、KADOKAWA/ミックスゾーン/中京テレビ放送/ミラクルヴォイス[10]）

### 舞台
- 1983年「JAZZ・DANCE・SKD」（サンシャイン劇場）
- 1985年「汀夏子の招待夢」（シアターアプル）
- 1986年「モンキー」（サンシャイン劇場）
- 1992年、1994年「水前寺清子特別公演」（新宿コマ劇場）

### テレビアニメ
- 美味しんぼ 第65話「ぼけとつっこみ」（1990年4月24日、日本テレビ） - 山坂すべっ太・ころん太
- ルパン三世 ハリマオの財宝を追え!!（1995年8月4日、日本テレビ） - 支配人[11] ※おぼんのみ

### 劇場アニメ
- ルパン三世 バビロンの黄金伝説（1985年、東宝） - ウィリー、陳

### ラジオ
- 真打ち競演（NHKラジオ第1）
- サンデージョッキー（NHKラジオ第1）
- 日清のクイズDEレース（TBSラジオ）
- 真夜中ギンギラ大放送 おぼん・こぼんの3時間溺れっぱなし（ラジオ関西）

### レコード
- 1982年「渚のミステリーギャル」（ポリドール）作詞：伊井田朗、作曲：幸耕平
- 1983年「街のカモメ」（ポリドール）作詞：湯川れい子、作曲：幸耕平

### 著作
- 東京漫才（2022年3月29日、飛鳥新社）ISBN 978-4864108768

### CM
- 明治製菓 コーラアップ
- 三菱電機 ルピカエース